# Elecciones municipales de Azogues de 2019
Las elecciones municipales de Azogues de 2019 hacen referencia al proceso electoral que se llevó a cabo el 24 de marzo de dicho año con el fin de designar a las autoridades locales para el período 2019-2023. Se eligió un alcalde y 7 concejales (cuatro por el distrito urbano y tres por el distrito rural). Resultó ganador de esta elección el candidato por el Partido Social Cristiano, Romel Sarmiento Castro.

## Preparación
El Consejo Nacional Electoral definió el calendario electoral para las seccionales de 2019, que se desarrollarán el 24 de marzo de 2019. La convocatoria se desarrollará el 21 de noviembre de 2018, las inscripciones hasta el 22 de diciembre y la campaña electoral será del 5 de febrero al 21 de marzo de 2019. La posesión de las nuevas autoridades está prevista para el 14 de mayo de 2019.
En esta ocasión, a diferencia de las dos elecciones anteriores, el alcalde y los concejales fueron elegidos para un período de cuatro años.

## Candidatos
| Lista      | Logo | Partido / Movimiento | Candidato                   | Cargos Previos                                   |
| ---------- | ---- | --- | --------------------------- | ------------------------------------------------ |
| 6          |      | Partido Social Cristiano | Romel Sarmiento Castro      | Director Provincial de Salud (Cañar) (2014-2018) |
| 18         |      | Pachakutik | Bismark Vega Cevallos       | Abogado                                          |
| 20 2 33 17 |      | Azogues Emprende Conformado por: - Democracia Sí - Unidad Popular - Movimiento Nacional Juntos Podemos - Partido Socialista Ecuatoriano | Juan Diego Sigüenza Rojas   | Concejal de Azogues (2005-2009) / (2014-2018)    |
| 21         |      | Movimiento CREO | Virgilio Saquicela Espinoza | Alcalde de Azogues (desde 2014)                  |

## Sondeos de Intención de Voto
| Fecha     | Fuente  | Virgilio Saquicela | Romel Sarmiento | Juan Diego Sigüenza | Bismark Vega |
| --------- | ------- | ------------------ | --------------- | ------------------- | ------------ |
| 8/03/2019 | Evidata | 50,38%             | 29,22%          | 10,83%              | 1,01%        |

## Resultados

### Alcaldía
| Lista      | Partido / Movimiento     | Candidato           | Votos  | %      |
| ---------- | ------------------------ | ------------------- | ------ | ------ |
| 6          | Partido Social Cristiano | Romel Sarmiento     | 19.443 | 41,45% |
| 18         | Pachakutik               | Bismark Vega        | 1.410  | 3,01%  |
| 20 2 33 17 | Azogues Emprende         | Juan Diego Sigüenza | 8.467  | 18,05% |
| 21         | Movimiento CREO          | Virgilio Saquicela  | 17.592 | 37,50% |

### Nomina de Concejales Electos

#### Distrito Urbano
| Partido / Movimiento                                                                           | Candidato              |
| ---------------------------------------------------------------------------------------------- | ---------------------- |
| Partido Social Cristiano                                                                       | Carlos Olmedo Palacios |
| Partido Social Cristiano                                                                       | Mariana Andrade        |
| Movimiento CREO                                                                                | Rolando Ruiz           |
| Democracia Sí Unidad Popular Movimiento Nacional Juntos Podemos Partido Socialista Ecuatoriano | Javier Serrano         |

#### Distrito Rural
| Partido / Movimiento     | Candidato        |
| ------------------------ | ---------------- |
| Partido Social Cristiano | Francisco Molina |
| Partido Social Cristiano | Nancy González   |
| Movimiento CREO          | Gabriel Crespo   |